# Flussmorphologie

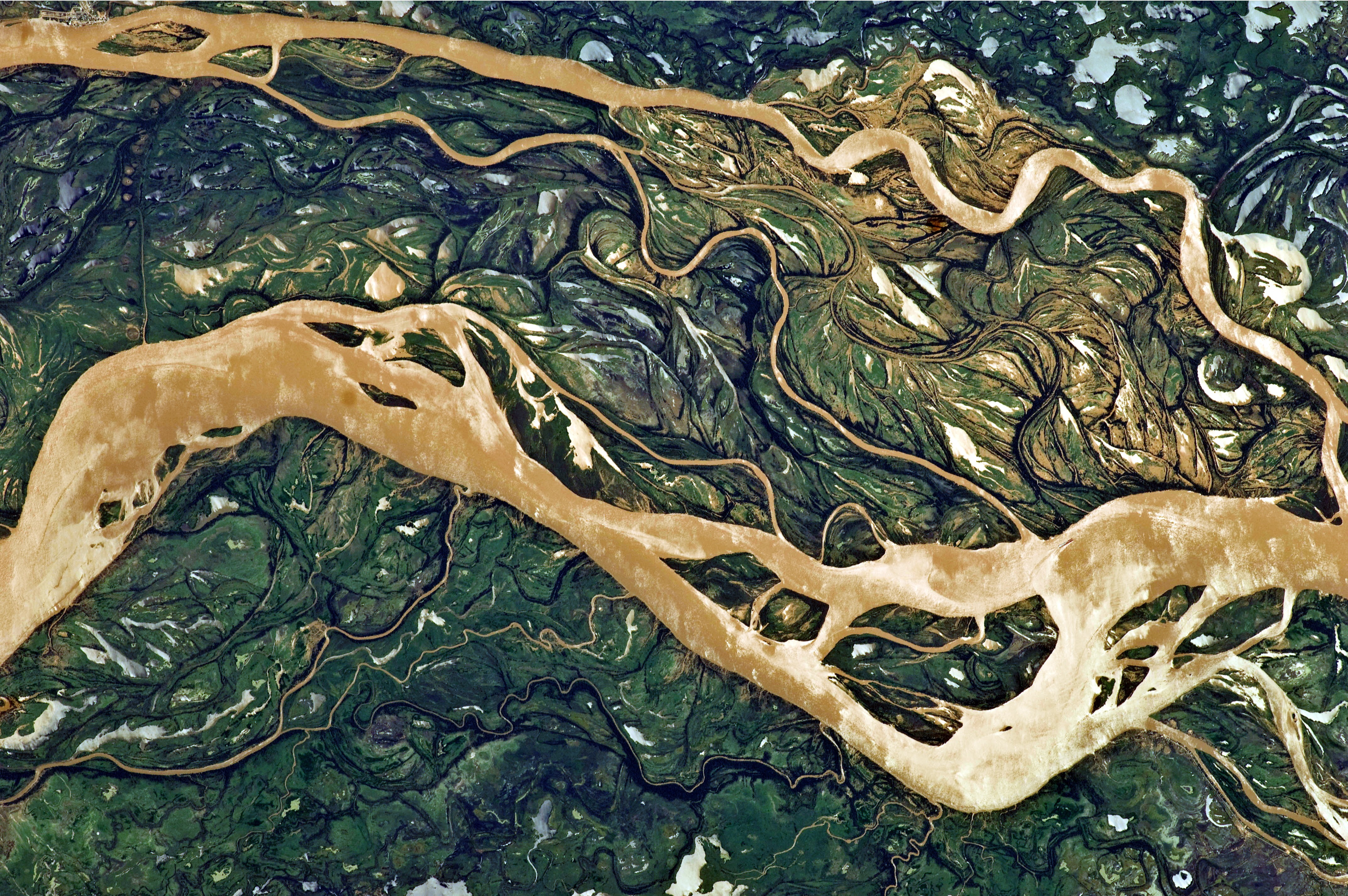
Verzweigter Flusslauf des Río Paraná in Argentinien

Die Flussmorphologie (von altgriechisch μορφή morphḗ „Gestalt“, „Form“ und λόγος lógos „Wort“, „Lehre“, „Vernunft“) ist eine Geowissenschaft, die sich mit der Entstehung und den Gestaltungsvorgängen von Flüssen befasst, und ein Spezialgebiet der Geomorphologie sowie der allgemeinen Flusskunde (Potamologie) darstellt. 
Die Morphologie ist die Lehre von Oberflächenformen und die Geomorphologie untersucht die physischen Aspekte der Erdoberfläche, sie konzentriert sich auf die Kräfte und Vorgänge, welche das Relief der Erde formten und formen. Die Flussmorphologie beschränkt sich dabei auf die Umgestaltung des Flussbettes. Die Wissenschaft der Flussmorphologie beschreibt die Ausformung, Gestalt und Struktur des Gewässerbettes. Das Erscheinungsbild der Fließgewässer und die Vielfalt an morphologischen Strukturen wird durch die Abfluss- und Feststoffdynamik gestaltet. 
Die Änderung der Flussmorphologie erfolgt in deutlich kürzeren Zeitabschnitten als die der Geomorphologie, welche auf geologische Zeiten bezogen sind.

## Bettbildung
Flüsse sind dynamische und prägende Landschaftsbestandteile. Sie stehen in ständiger Interaktion mit ihrer Umgebung. Das Flussbett und die Aue werden durch das Abflussgeschehen und den davon abhängigen Feststofftransport maßgeblich beeinflusst. Die Abflüsse der Fließgewässer schwanken im Jahresverlauf. Das Abflussregime variiert sowohl saisonal als auch aufgrund der geographischen Lage des jeweiligen Flussabschnitts. So führen Schnee- und Gletscherschmelze sowie Regenereignisse zu höheren Abflüssen. Die Abflussgröße ist ein maßgeblicher Faktor für den sehr komplexen Vorgang der Bettbildung. Hochwässer verändern die Flussmorphologie wesentlich, auch bordvolle Abflüsse können das Gewässerbett modifizieren. Das Flussbett und das Flusstal wird durch den wechselnden Strömungsangriff entwickelt. Morphodynamische Veränderungsprozesse in Form von Erosion und Akkumulation gestalten fortwährend das Gewässerbett. Feststoffe wie Geschiebe und Schwebstoffe kommen erst ab einem gewissen Abfluss in ständige Bewegung. Das Erreichen der kritischen Schubspannung führt zur Abtragung von Bodenmaterial an der Gewässersohle und dem Ufer. Diese Vorgänge werden als Sohl- und Seitenerosion bezeichnet. Der übergeordnete Feststoffhaushalt beeinflusst die Gestalt und die Struktur von Flussbetten sehr stark. Die Fließgewässer formen aktiv das Relief und die Gestalt ihres Einzugsgebiets. Gleichzeitig wird auch das Erscheinungsbild der Flüsse durch das Umland verändert.

## Laufentwicklung
Die Linienführung der Fließgewässer ist eine wesentliche Komponente der Flussmorphologie. Sie variiert je nach Gewässerabschnitt aufgrund der unterschiedlichen geologischen und geomorphologischen Gegebenheiten. Der Raum, in dem Fließgewässer sich bewegen, wird als Pendelbandbreite bezeichnet. Die Ausdehnung des Migrationskorridors ist von dem Abfluss, der Substratzusammensetzung und dem Längsgefälle abhängig.

## Morphologische Flusstypen

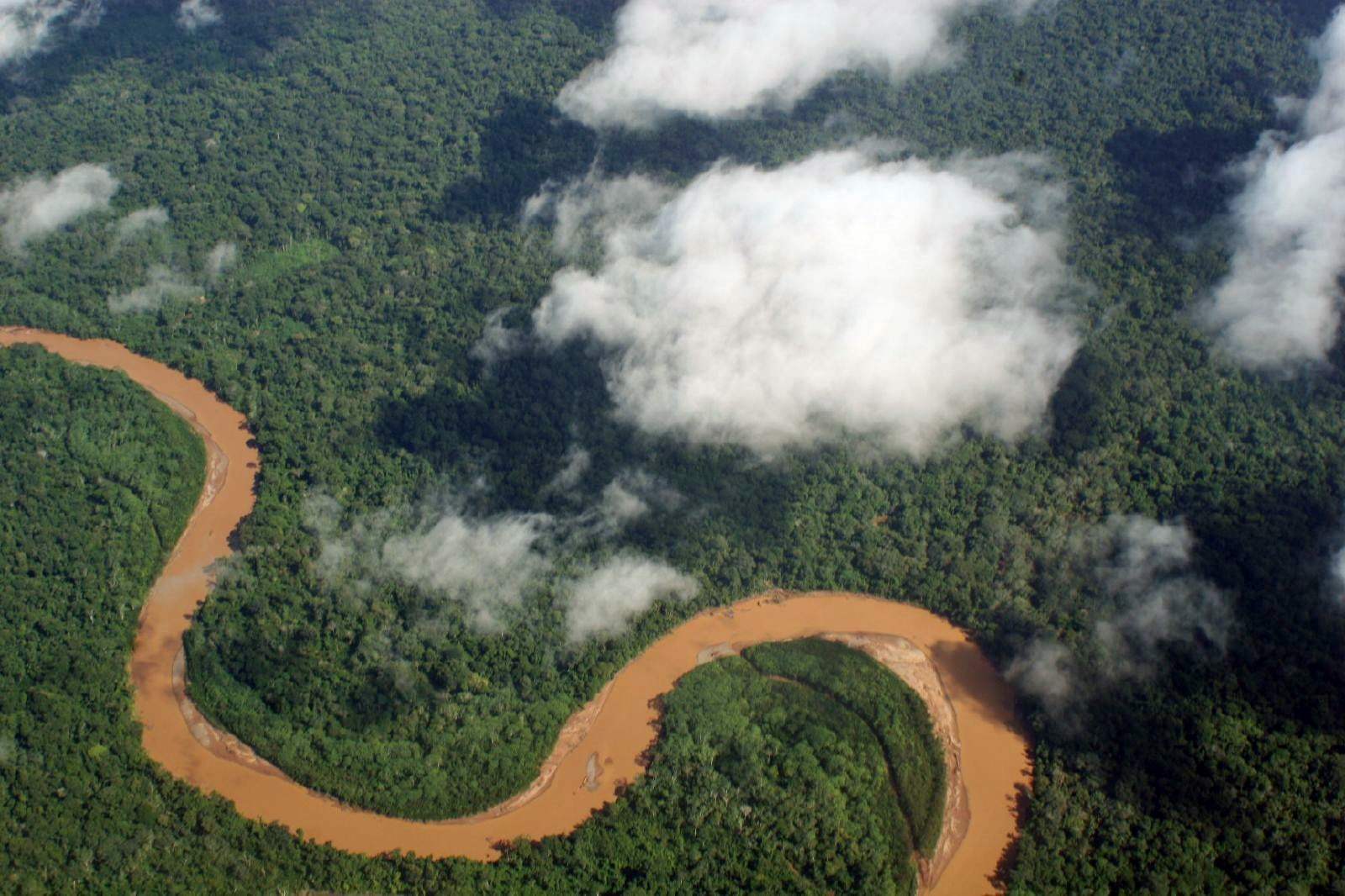
Amazonas-Gebiet in Bolivien: Der gewundene Flusslauf des Amazonas zeichnet sich durch einen ständigen Wechsel von Prallhang und Gleitufer mit Abtrag und Ablagerung (Erosion und Sedimentation) aus.

Die Morphologie von Flüssen weist ein breites Spektrum auf. Die unterschiedlichen morphologischen Flusstypen reichen von mäandrierenden und ruhig fließenden Tieflandsflüssen über stark verzweigte Fließgewässer bis hin zu kaskadenartig abstürzenden, hochturbulenten Gebirgsflüssen. Die Flussmorphologie wird durch die naturräumlichen Merkmale des Einzugsgebiets des Fließgewässers – wie Topographie, Geologie, Tektonik, Vegetation und Klima – sowie durch die davon abhängigen fluvialen Prozesse und Flussgenesen bestimmt. Flussabschnitte zeichnen sich durch annähernd gleiche naturräumliche Rahmenbedingungen aus und sie können daher einem morphologischen Flusstyp zugeordnet werden. Der morphologische Flusstyp beschreibt die Geometrie des Gewässers in Form von Längs- und Querprofil sowie Grundriss. Bei der Einordnung spielt auch die Umgestaltungsdynamik im Flussbett und innerhalb des Gewässerumlandes im Hochwasserfalle eine Rolle. Neben der Gewässerbettmorphologie werden bei der Typisierung die Abfluss- und Feststoffdynamik ebenso wie die longitudinale und die laterale Konnektivität (Längsdurchgängigkeit und Quervernetzung zwischen Fluss und Aue) betrachtet.
Die Morphologie der Fließgewässer kann anhand der Laufform in drei verschiedene Flusstypen mit gestreckten, verzweigten und gewundenen Gewässerläufen unterschieden werden.

### Gestreckte Flüsse

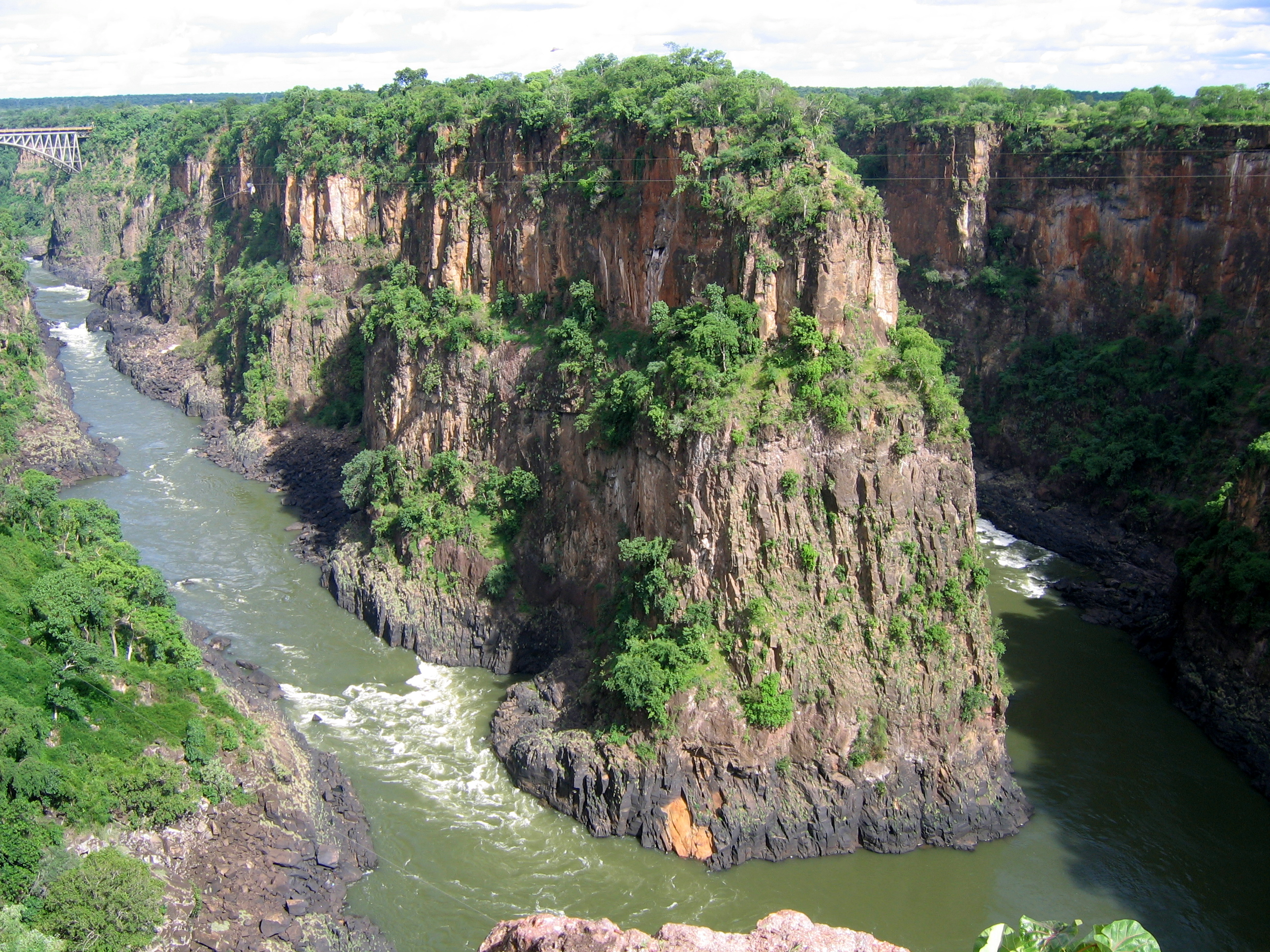
Gestreckter Flusslauf des Sambesi

Gerade verlaufende Flüsse im geometrischen Sinne kommen in der Natur nicht vor. Als gestreckte Gerinne bezeichnet man daher Flüsse, die eine sehr kleine Flussentwicklung und somit eine große Streckung aufweisen. Flüsse fließen selten länger als das Zehnfache ihrer Gerinnebreite geradeaus. Die Streckung eines Gerinnes wird im Wesentlichen durch ein starkes Sohlgefälle oder eine geomorphologisch bedingte Einengung des Flusslaufes durch seitliche Talhänge bestimmt. Natürlich kommen sie bei harten Gesteinen in Tallagen von Gebirgen wie Klamm und Kerbtal vor. Anzutreffen sind die Gebirgsflüsse beispielsweise in alpinen Regionen mit steilem Gefälle und bei einer bestimmten Geländetopografie. Dabei pendelt der Talweg von einer Flussseite zur anderen. Durch Tiefen- und Seitenerosion sowie Hangrutschungen weisen die alpinen Flüsse eine hohe Feststofffracht auf.

### Verzweigte Flüsse

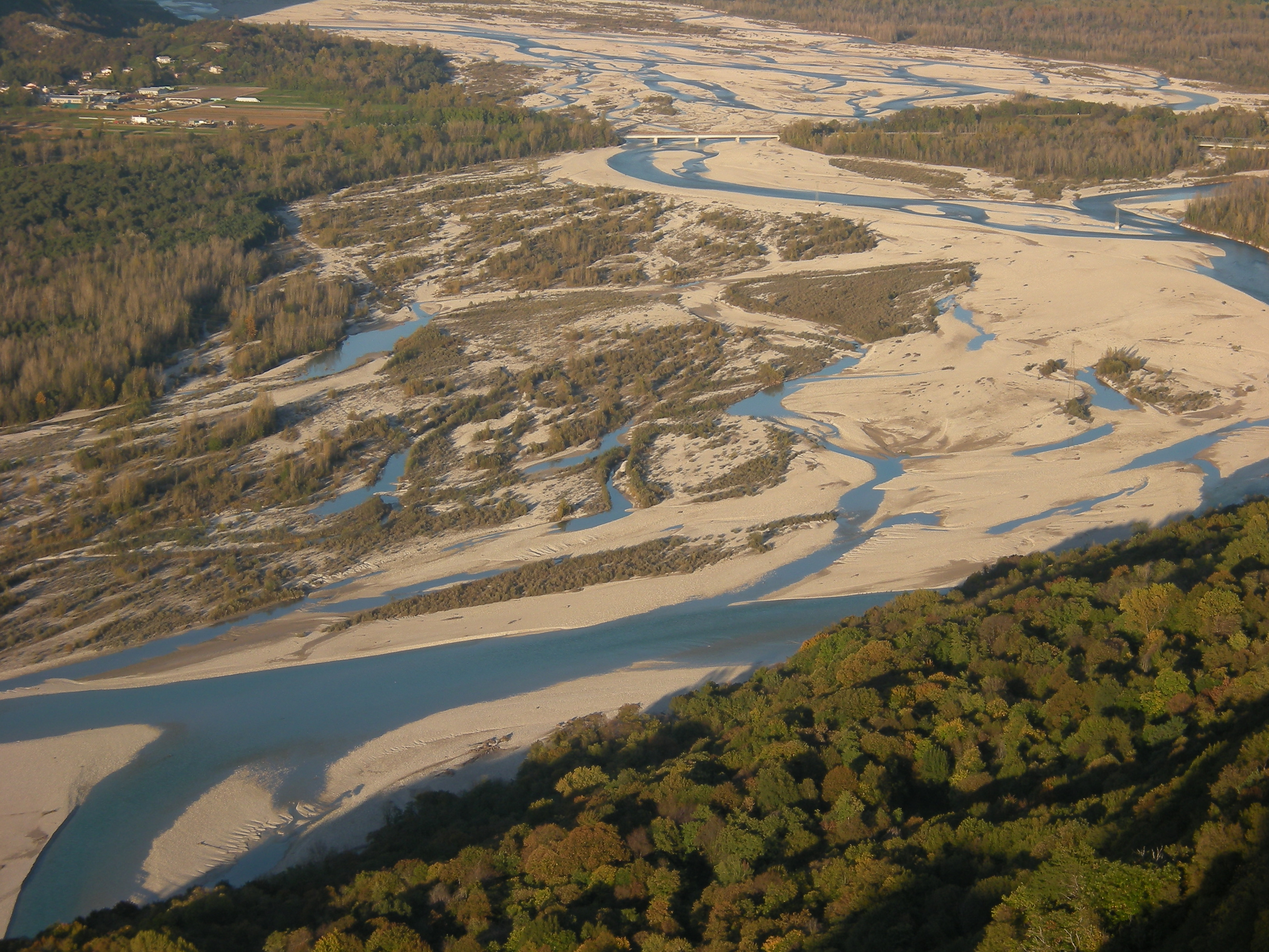
Verzweigte Wildflusslandschaft des Tagliamento: Die Flussmorphologie des Alpenflusses ist durch eine Abfolge von schnell und langsam fließenden Abschnitten (alternierende „Riffle-Pool-Sequenzen“) gekennzeichnet.

Verzweigte Flüsse entstehen bei einem mittleren bis starken Gefälle. Der Feststoffhaushalt ist durch Transferprozesse mit hohem Geschiebetrieb charakterisiert. Bei verzweigten Flüssen ist das Fehlen einer begrenzenden Uferlinie typisch. Das Ufer variiert aufgrund der zahlreichen Umlagerungsprozesse ständig. Der aktive Flussquerschnitt zeichnet sich durch eine vergrößerte Breite aus. Das Verhältnis zwischen Flussbreite und Wassertiefe ist groß, wobei das Verhältnis zwischen Wassertiefe und Korndurchmesser nur gering ist. Zahlreiche Rinnen gliedern dabei das Flussbett. Die Rinnen trennen sich unregelmäßig und fließen wieder zusammen. Hochwasserereignisse führen zur Veränderung des Rinnensystems. Zwischen den Rinnen entwickeln sich im Zuge der Umlagerungsdynamik bei höheren Abflüssen (HQ) meist vegetationslose Schotterbänke und Inseln, die permanent in ihrer Lage und Form verschoben werden. Auf diesen extremen Standorten kann sich temporär eine Pioniervegetation einstellen, welche bei Hochwasserereignissen durch die Strömung ständig entfernt wird. Es besteht kein fester Talweg.

### Gewundene / mäandrierende Flüsse

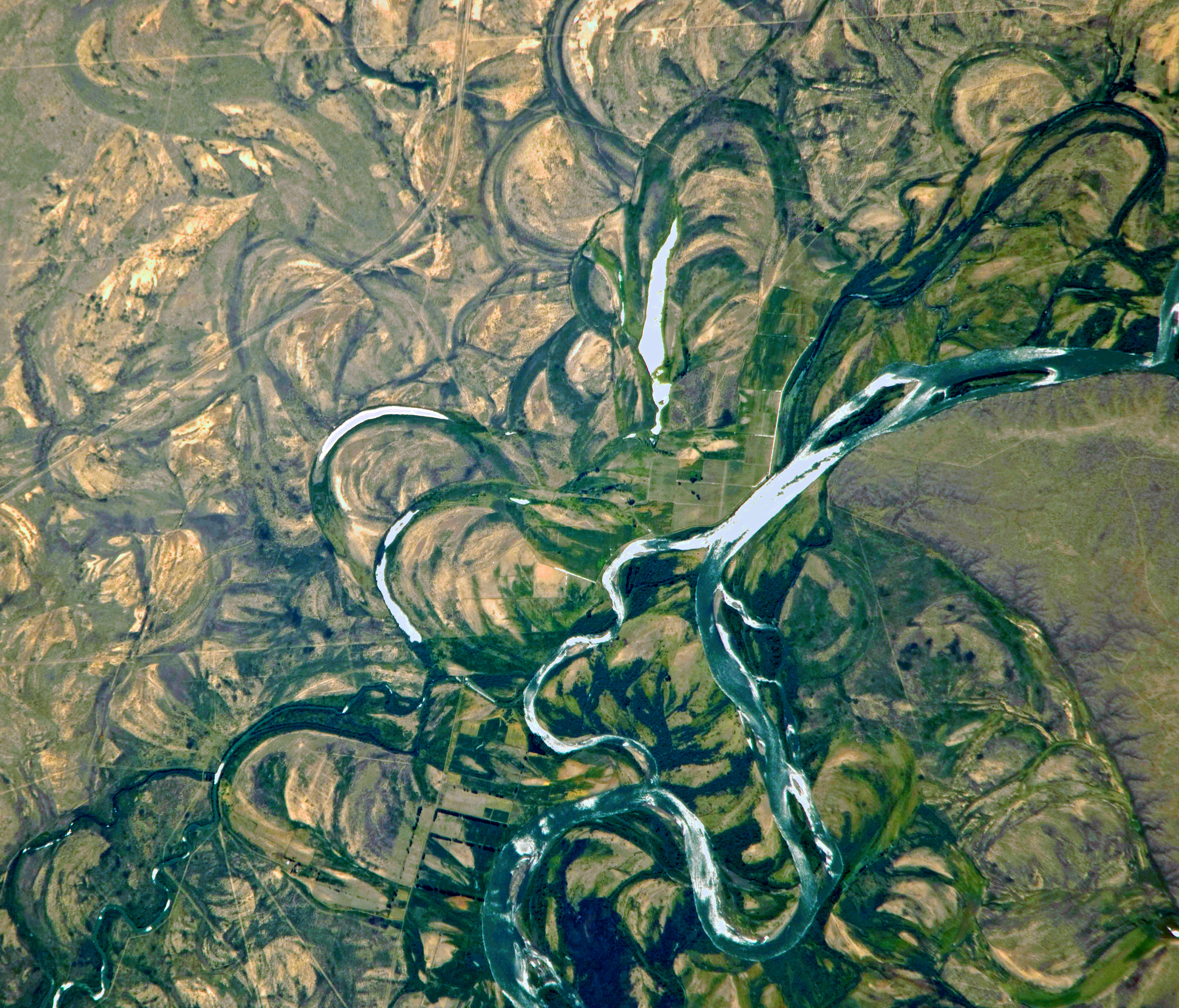
Die Flusslandschaft des argentinischen Rio Negro mit zahlreichen Mäandern und Altarmen

Gewundene Flussstrecken werden auch Flussmäander genannt. Der Flusstyp zeichnet sich durch ein geringes Verhältnis zwischen Flussbreite und Wassertiefe aus. Dabei besteht ein großes Verhältnis zwischen Wassertiefe und Korndurchmesser. Dieser Flusstyp bildet sich bei einem geringen Gefälle und einer niedrigen Fließgeschwindigkeit in flachen Talauen aus. Eine einzige tiefe Rinne bildet das Gewässerbett. Der lange Talweg ist in Richtung Prallhang (Außenufer) verlagert. Flussmäander entfalten sich frei in ihrem Schwemmland (Alluvium) und Talmäander entwickeln sich aufgrund des Geländereliefs.